# Furth im Wald
Furth im Wald (česky Brod nad Lesy) je německé pohraniční město v severovýchodním Bavorsku, ve vládním obvodu Horní Falc. Centrum města se nachází 4 km jižně od hraničního přechodu Folmava / Furth im Wald, 17 km od českého města Domažlice a 17 km od německého okresního města Cham. Městem protéká říčka Chamb. Leží na přibližném rozhraní mezi německými částmi Šumavy (Bayerischer Wald) a Českého lesa (Oberpfälzer Wald).

## Historie
Poprvé je město připomínáno v roce 1086. V roce 1426 bylo vypleněno husitskými nájezdy. V roce 1590 se ve Furthu poprvé slavily po celém Německu známé „Dračí slavnosti“, které se v Německu údajně řadí mezi nejstarší. V roce 1863 bylo město poničeno velkým požárem. Ve druhé polovině 19. století do města dorazila železniční trať z Prahy, která se stala významnou spojnicí Čech a Horní Falce.

## Části města

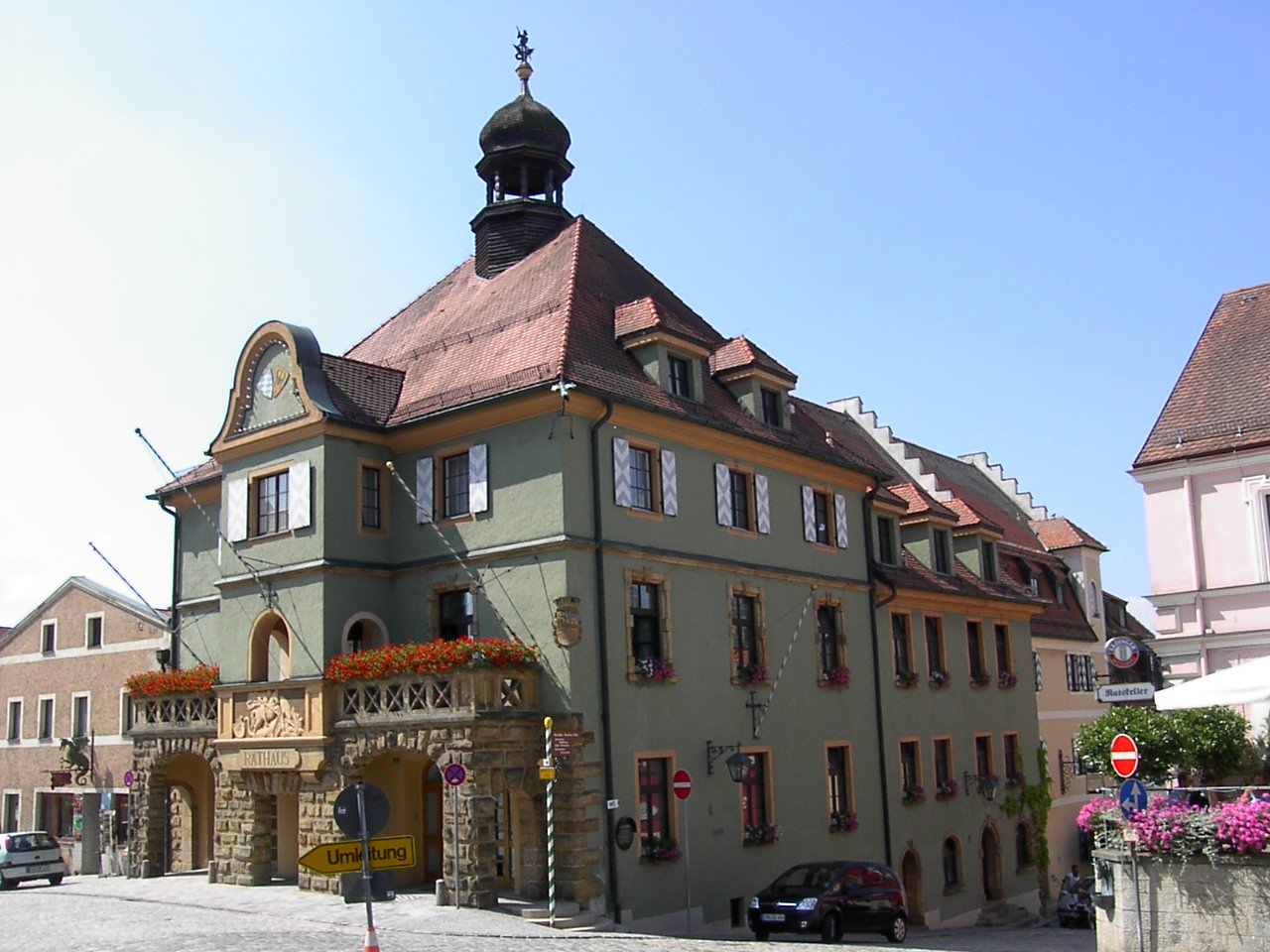
Radnice ve Furth im Waldu

Město se skládá z 16 městských částí – Äpflet, Daberg (Ösbühl), Einberg, Dieberg, Grabitz, Grub, Oberrappendorf, Ränkam, Schafberg, Sengenbühl, Unterrappendorf, Vogelherd, Voithenberghütte, Wutzmühle, Blätterberg a Grasmannsdorf.

## Doprava
Furth im Wald leží na konci spolkové silnice B20 , která ho spojuje s jihobavorským Berchtesgadenem při hranici s Rakouskem. Silnice na hraničním přechodu plynule navazuje na českou silnici I/26 do Domažlic a Plzně.

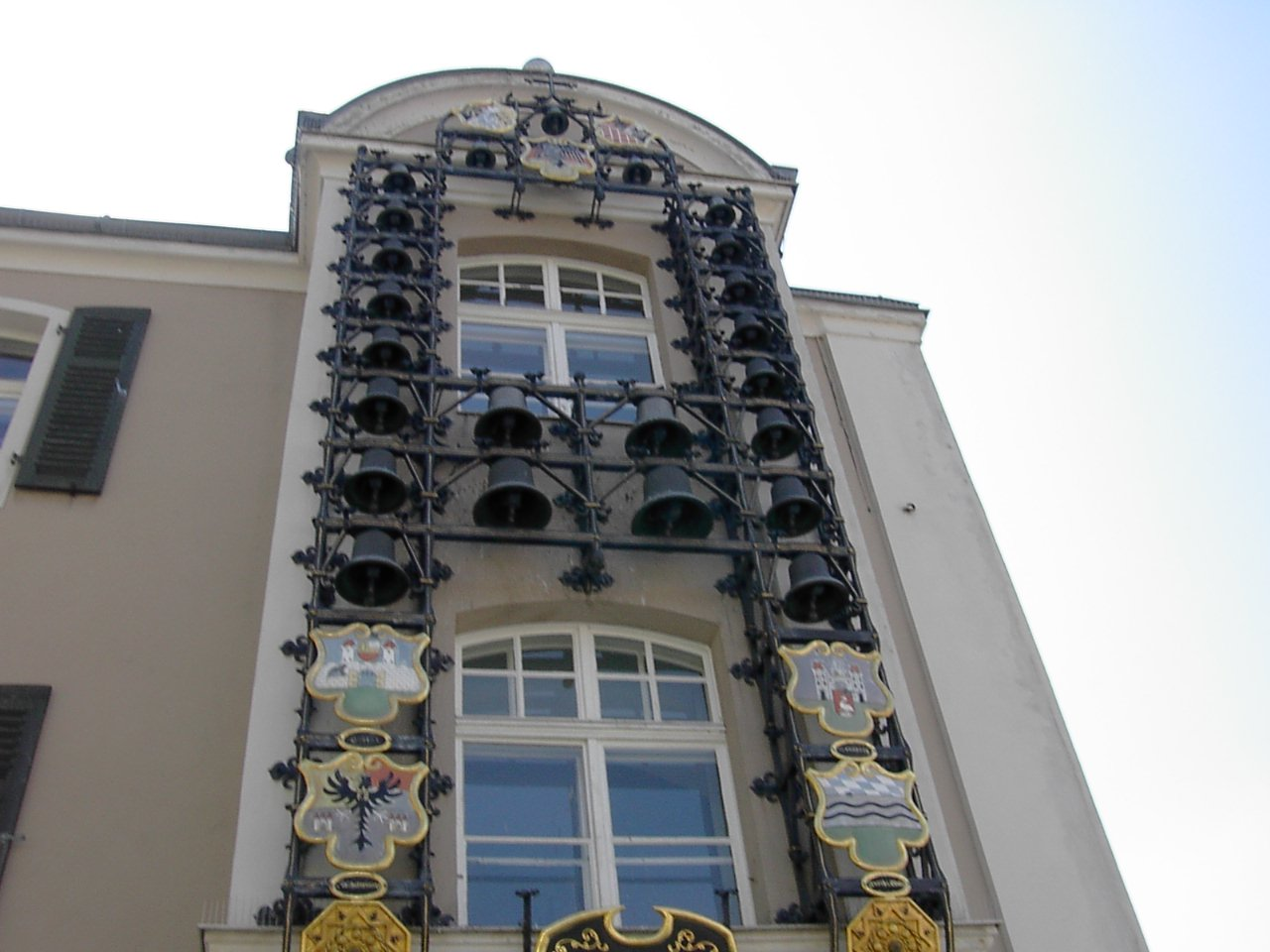
Zvonkohra

Železniční trať procházející Furthem navazuje na českou Trať 180 z Plzně do Domažlic a na hranice. V Bavorsku pokračuje dále přes Cham do Schwandorfu, odkud je možné pokračovat např. do Mnichova nebo Řezna. Tuto trasu využívají také české mezinárodní rychlíky. Za zmínku stojí také přeshraniční vlakové spojení Domažlice - Furth i. Wald.

## Hospodářství
Ve městě a okolí má tradici sklářství. Na okraji města je vybudována moderní průmyslová zóna např. s různými podniky elektrotechnického průmyslu.

## Fotogalerie

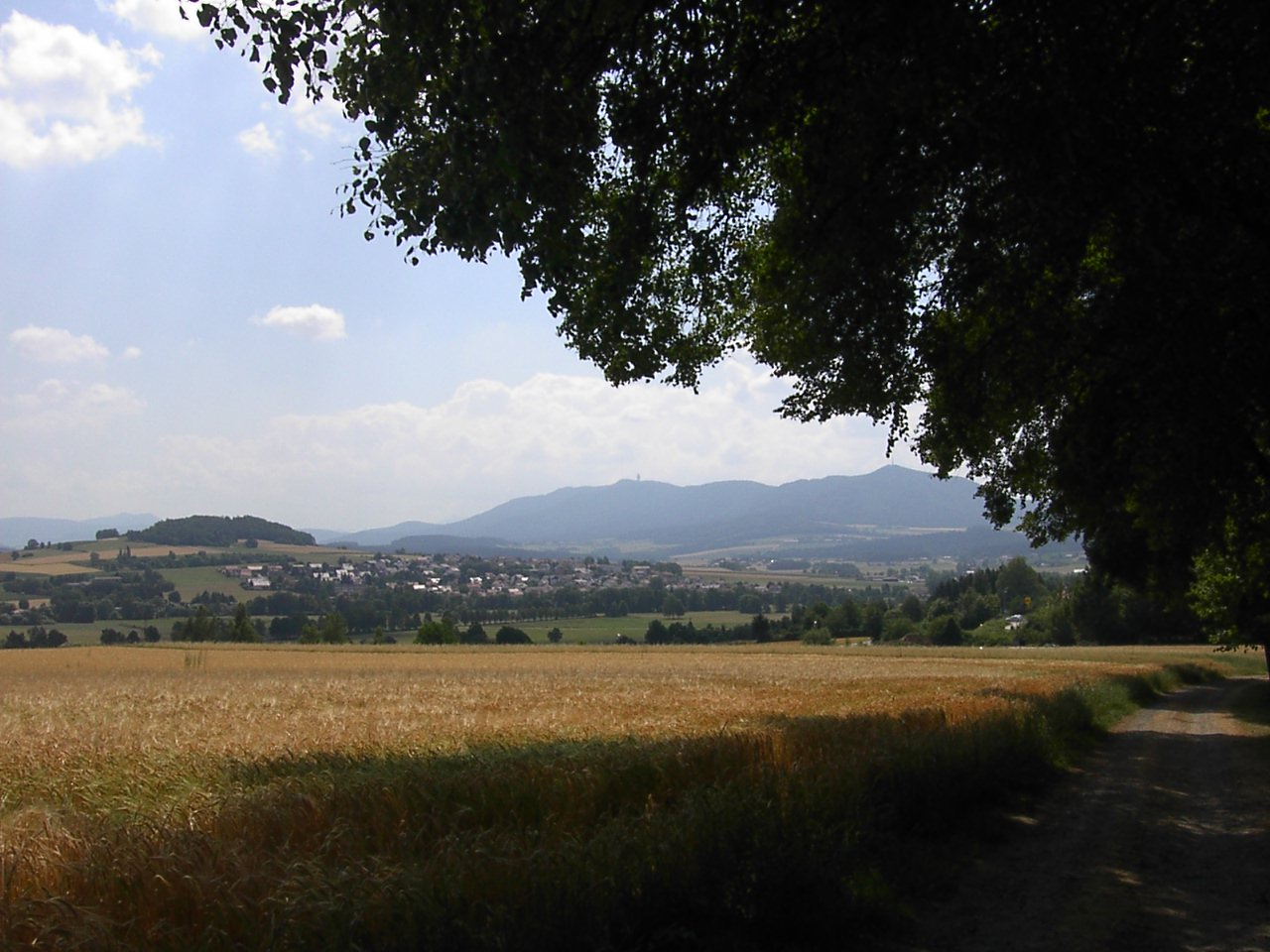
Pohled na město od severu.
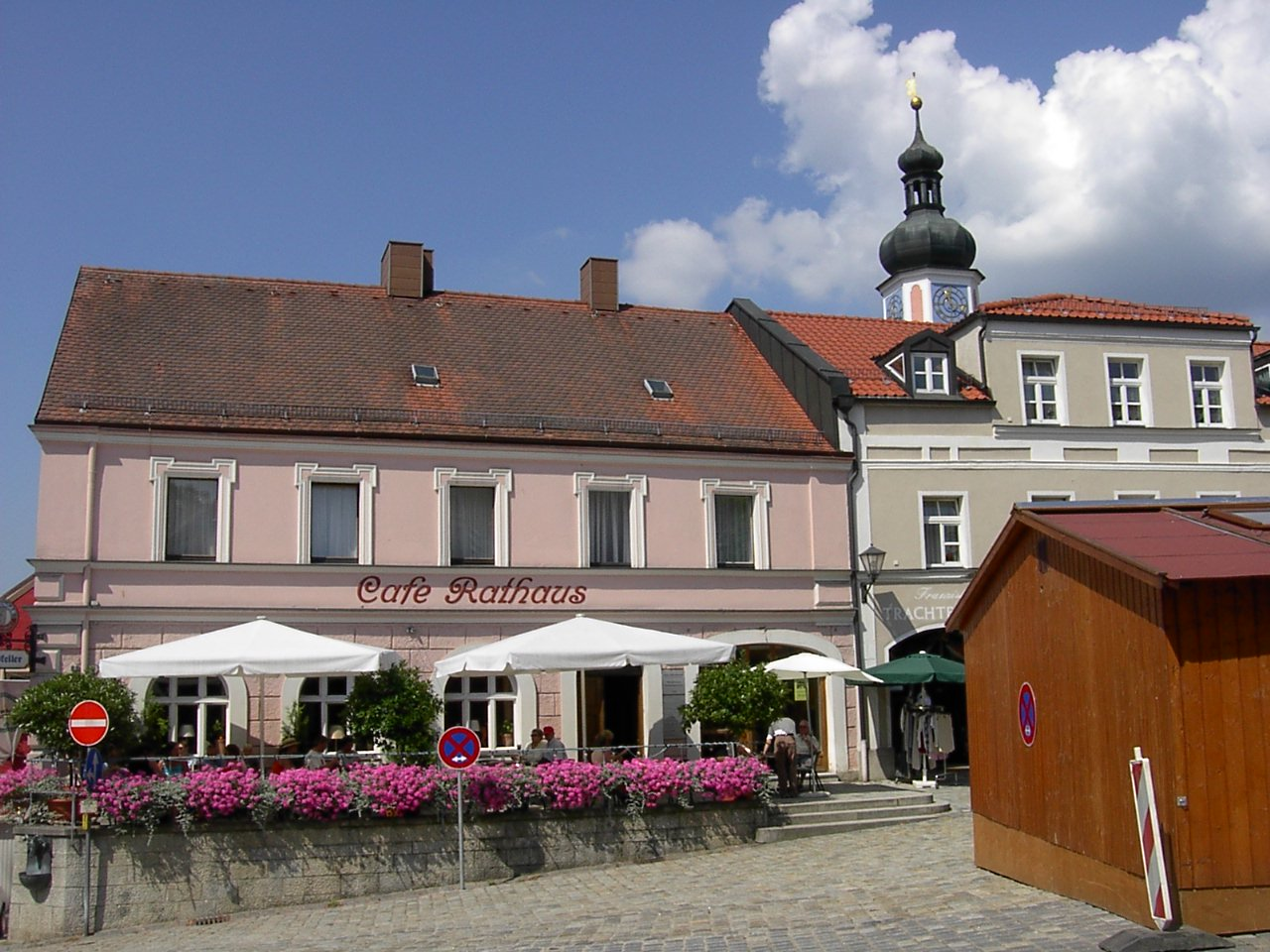
Náměstí

## Partnerská města
- Ludres, Francie
- Furth bei Göttweig, Rakousko
- Domažlice, Česko
- Vaduz, Lichtenštejnsko